# Micranthes parvifolia
Micranthes parvifolia là một loài thực vật có hoa trong họ Saxifragaceae. Loài này được (Greene) Small miêu tả khoa học đầu tiên năm 1905.